# Nieuw-neoklassieke synthese
Nieuw-neoklassieke synthese of nieuwe synthese is de synthese van de grote, moderne macro-economische stromingen, de nieuw-klassieke macro-economie en de nieuwkeynesiaanse macro-economie in een consensus om de beste manier om kortetermijnschommelingen in de economie te verklaren.
Deze nieuwe synthese is analoog aan de neoklassieke synthese die de neoklassieke theorie en de keynesiaanse macro-economie met elkaar verenigde.

## Voetnoten
1. ↑  Mankiw (2006), blz. 38.
2. ↑  Mankiw (2006), blz. 39